# Liste des plages d'Algérie
Le littoral de l'Algérie compte des centaines de plages réparties sur les 14 wilayas côtières, qui relèvent du ministère des Ressources en eau (MRE).

## Wilaya de Tlemcen
La wilaya de Tlemcen comprend plusieurs plages :
- Marsa Ben M'Hidi
- Plage Bider
- Plage Maarouf
- Plage Ouled Ben Ayad (dite B'hira)
- Plage de Bkhata
- Plage de Boukhnayes
- Plage de Oued Abdallah
- Sidna Youcha'a
- Plage Barbajani
- Plage Tafsout ( Honaine )
- Plage Agla
- Plage Al Ouardaniya
- Plage Malous

Et aussi d'autres plages qui restent encore à l'état sauvage.

## Wilaya de Aïn Témouchent
La wilaya de Aïn Témouchent comprend plusieurs plages :
- plage Madagh 2 ;
- plage Rachgoun ;
- plage Madrid ;
- plage Sbiaat ;
- plage el hilal (oued el halouf) ;
- plage Terga ;
- plage Nedjma ;
- plage Mourdjen ;
- plage Sassel ;
- plage de puits Benisaf ;
- plage Rechgoune 2 zouanif.

## Wilaya d'Oran
La wilaya d'Oran comprend plusieurs plages :
- Plage Madagh 1
- Plage Madagh 2
- Les Andalouses
- Bousfer plage
- L'Etoile
- Bomo Plage
- Corales
- Cap Falcon
- La Madrague
- Paradis plage
- Claire fontaine
- Bouisseville
- Trouville
- Boukâa Beach
- Plage Rosaleda
- Les Dunes
- Eden Plage
- Plage Beau Séjour
- Saint Germain
- Saint Rock
- Montanica
- Jené plage
- Cap Rousseau
- Ain Franine
- Kristel
- Plage NDF
- Plage Ain Defla
- Plage Sauvage
- Plage Ahmed Abess Belkaid
- Cap de l'Aiguille
- La Source
- Playa
- Cap Ferrât
- Gargantta
- Jenane Kroume
- Gabinoza
- Cap Carbon
- Plage Portite
- Plage du Cap Carbon
- Fontaine des Gazelles
- Plage Saint-Michel
- Port au poule
- La grande plage
- Petit port
- El Mactaa Beach
- Plage Sidi Mansour
- Plage Lilou

## Wilaya de Mostaganem
La wilaya de Mostaganem comprend plusieurs plages.

## Wilaya de Chlef
La wilaya de Chlef possède le troisième plus long littoral d'Algérie avec 129 km, elle comprend plus de 26 plages autorisées à la baignade réparties sur six communes :
- Commune de Dahra :

1. plage de Dechria ;
2. plage El Guentra Laaoudja ;
3. plage Oued Boucheaala ;
4. plage Oued Selkou ;
5. plage El Guelta ;
6. plage Messaadia ;
7. plage Oued Boukhelfa.

- Commune d'El Marsa :

1. plage El Marsa Ouest ;
2. plage El Marsa Est ;
3. plage Oued El Aris ;
4. plage El Guettar ;
5. plage Ain Hammadi.

- Commune de Sidi Abderrahmane :

1. plage la Cave ;
2. plage Datté (Dattier) ;
3. plage Oued Zeboudj ;
4. plage Kef Laarayes ;
5. plage Parchacho ;
6. plage Ghezlane ;
7. plage Ettabla ;
8. plage El Ghatra ;
9. plage Riba L'hamra ;
10. plage El Guitoune ;
11. plage Oued El Melh ;
12. plage Dremla ;
13. plage Kefkala.

- Commune de Ténès :

1. plage Oued El Guessab ;
2. plage Ténès centre ;
3. La grande plage ou Guinguette ;
4. plage Sidi Hamdas.

- Commune de Oued Goussine :

1. plage de Boucheghal ;
2. plage Oued Goussine ;
3. plage Doumia.

- Commune de Beni Haoua :

1. plage Rmilia ;
2. plage Beni Haoua ;
3. plage Tizgha ;
4. plage Le petit ;
5. plage Sidi El Djillel ;
6. plage Oued Hamlil.

## Wilaya de Tipaza
La wilaya de Tipaza comprend plusieurs plages :
- Plage Colonel Abbas ;
- Plage Chenoua ;
- Plage des Pins ;
- Complexe Touristique de Matarè ;
- Complexe La Corne d'Or ;
- Complexe Touristique de Sat ;
- Plage Bleue 1 ;
- Plage Bleue 2 ;
- Elbelj Plage ;
- Plage Karoubi Chenoua ;
- El Hamdania (3 zilo).

## Wilaya d'Alger
Le littoral de la wilaya d'Alger comprend les plages suivantes :
- Commune de Zeralda :

1. Plage Kheloufi I ;
2. Plage Kheloufi II ;
3. Plage Familiale ;
4. Plage Champ de Tir ;
5. Plage Complexe Touristique ;
6. Plage Sable d’Or ;
7. Plage CRF ;

- Commune de Staouéli :

1. Plage Azur ;
2. Plage Palm Beach ;
3. Plage CRF ;
4. Plage Sidi Fredj Ouest ;
5. Plage Talasso ;
6. Plage Sidi Fredj Est ou Cario ;
7. Plage Riadh ;
8. Plage El Minzeh ;
9. Plage Sahel ;
10. Plage Moretti ;
11. Plage Sheraton ;

- Commune de Chéraga :

1. Plage Dauphin ;
2. Plage Plage d’Or ;
3. Plage Club des Pins ;
4. Plage Les Dunes ;

- Commune de Aïn Benian :

1. Plage Bahdja ;
2. Plage Fontaine ;
3. Plage Jeunesse ;
4. Plage Méditerranée ;
5. Plage El Djamila ou La Madrague ;
6. Plage Casino ;
7. Plage Ilots ;
8. Plage Grand Rocher ;

- Commune de El Hammamet :

1. Plage Le Phare ;
2. Plage Les Jumelles ;
3. Plage Les Allemands ;
4. Plage Les Trois Bancs ;
5. Plage Les Oiseaux ;
6. Plage Tir Aux Pigeons ;
7. Plage Bainem ;
8. Plage Bekkouche ;
9. Plage La Fayette ;
10. Plage Belvédère ;
11. Plage Martin ;
12. Plage Miliani ;
13. Plage Campino ;
14. Plage La Crique ;

- Commune de Raïs Hamidou :

1. Plage Miramar ;
2. Plage La Pointe (ex-Franco) ;
3. Plage Sport Nautique ;
4. Plage Rascasse ;
5. Plage La Réserve ;
6. Plage Sid Ali Fernandel (ex-Vigie Casserole) ;
7. Plage La Vigie ;
8. Plage La Vigie La Grande ;
9. Plage Bouamar (ex-Challon) ;
10. Plage Le Bar ;

- Commune de Bologhine :

1. Plage Eden ;
2. Plage Petit Bassin ;
3. Plage Deux Chameaux ;
4. Plage Plage d’Olivier ;
5. Plage Poudrière ;

- Commune de Bab El Oued :

1. Plage R'mila ;
2. Plage El Kettani ;

- Commune de Casbah :

1. Plage Kaâ Sour ;

- Commune de Alger-Centre.

- Commune de Belouizdad.

- Commune de Hussein Dey.

1. Plage Piquet Blanc ;
2. Plage Les Sablettes ;

- Commune de Mohammadia :

1. Plage Mazela ;
2. Plage Pins Maritimes ;
3. Plage Lido ;

- Commune de Bordj El Kiffan :

1. Plage Sirène I ;
2. Plage Sirène II ;
3. Plage Bateau Cassé ;
4. Plage Verte Rive ;
5. Plage Stamboul ;

- Commune de Bordj El Bahri :

1. Plage Coco Plage ;
2. Plage La Frégate ;
3. Plage Alger Plage ;
4. Plage Les Ondines Sud ;
5. Plage Les Ondines Nord ;

- Commune de El Marsa :

1. Plage Tamantfoust Est ;
2. Plage Tamantfoust Ouest ;
3. Plage Sidi El Hadj ;
4. Plage El Marsa Centre ;
5. Plage Zerzouria ;

- Commune de Aïn Taya :

1. Plage Ain Beida (ex-Sufren) ;
2. Plage Kef Ain Taya ou Kef El Araar ;
3. Plage Tamaris ou Colonel ;
4. Plage Surcouf ;
5. Plage Deca Plage ou Les Cannadiennes ;

- Commune de H'raoua :

1. Plage Tarfaia ;
2. Plage El Kaddous ;

- Commune de Réghaïa :

1. Plage Réghaïa.

## Wilaya de Boumerdès
La wilaya de Boumerdès comporte 41 plages répartis le long de la côte maritime au sein de 10 communes côtières :
- Commune de Boudouaou El Bahri :

1. Plage Miflah ;
2. Plage Echatt ;

- Commune de Corso :

1. Plage Corso ;

- Commune de Boumerdès :

1. Plage Première plage ;
2. Plage Rocher noir ;
3. Plage Deuxième plage ;
4. Plage Le Figuier ;

- Commune de Thénia :

1. Plage Sghirat ou Sghiratte ou Skhirat ;

- Commune de Zemmouri :

1. Plage Zemmouri ;

- Commune de Leghata :

1. Plage Mandoura Koudiet El Arais ;

- Commune de Djinet :

1. Plage Cap Djenet ;

- Commune de Sidi Daoud :

1. Plage Souanine ;

- Commune de Dellys :

1. Plage  ;

- Commune de Afir :

1. Plage  .

## Wilaya de Tizi Ouzou
La wilaya de Tizi Ouzou comprend plusieurs plages répartis dans 5 communes côtières :
- Commune de Mizrana :

1. Plage Mazer ;
2. Plage Thaghorfet ;

- Commune de Tigzirt :

1. Plage Tassalast ;
2. Plage La grande plage ;
3. Plage Ferraoun Ouest ;

- Commune de Iflissen :

1. Plage Feraoun Est ;
2. Plage Sidi Khaled ;
3. Plage Avechar ou Abechar ;
4. Plage Zegzou ou Tamda Ouguemoun ;
5. Plage Amarigh ou Oumaden ;

- Commune de Azeffoun :

1. Plage Ait Rahouna ;
2. Plage Tazagharth 2 ;
3. Plage Tazagharth ;
4. Plage Ihnouchen ;
5. Plage Mletta ;
6. Plage Caroubiers ;
7. Plage Plage du centre ;

- Commune de Ait Chaffaa :

1. Plage Sidi Khélifa ;
2. Plage Ibahrissen ou Tharga el Boukal ;
3. Plage Tamencharet Njouhra ;
4. Plage Ijermanane ;
5. Plage Ahriq Ow Kaci ;
6. Plage Tamda El Babour ;
7. Plage La Piscine ;
8. Plage Petit Paradis.

## Wilaya de Béjaia
La wilaya de Béjaia avec une façade maritime longue de plus de 100 kilomètres, bénéficie de 46 plages dont 34 autorisées à la baignade et 12 non autorisées, qui se situent sur 8 communes qui bordent la côte de la wilaya de Bejaia :
Bejaia ville, Tichy, Souk El Tenine, Boukelifa, Aokas, Beni Ksila, Toudja, Melbou.Totalisant ainsi plus de 35 kilomètres de bord de mer pour la baignade[réf. nécessaire].
- Béjaïa :

1. Les Aiguades ;
2. Boulimat Plage ;
3. Camping familial Saket ;
4. Sidi Ali El Bhar.

- Toudja :

1. Oued daas ;
2. Timridjine ;
3. Tardemt ;
4. Tighremt.

- Boukhelifa :

1. Club hippique ;
2. Plage Capritour ;
3. Acherchour ;
4. Oued Djoua ;
5. El Djabia ;
6. El Meghra ;
7. Oued Afalou ;
8. El Djebira.

- Tichy :

1. Plage des Hôtels ;
2. Hamadites ;
3. Les Rochers ;
4. Vaccaro ;
5. les étoiles ;
6. plage du Stade ;
7. Tichy Centre ;
8. Lamaadhane ;
9. Taghzouyth ;
10. Plage des Villas.

- Souk El Ténine :

1. Lota Plage ;
2. Tassabount ;
3. Ighzer Leblat ;
4. Ennouar.

- Béni Ksila :

1. Azaghar ;
2. Plage forte ;
3. Ait Mendil ;
4. Oued Krou ;
5. Tizouiar ;
6. Oued Daas.

- Aokas :

1. Acherit ;
2. Rihane ;
3. Oued Tabellout ;
4. Aokas Centre ;
5. Oued Zitouna ;
6. Oued Djemaa.

- Melbou :

1. Agrioun ;
2. 8 mai 1945 ;
3. El djorf Dahabi ;
4. Tassift El Marsa.

## Wilaya de Jijel
La wilaya de Jijel comprend plusieurs plages :
- plage Grand phare (ras el afia) ;
- plage Rocher noir ;
- plage Kotama ;
- plage Rouge ;
- plage les grottes merveilleuses ;
- plage Beaumarchais ;
- plage la crique ;
- plage Sidi Abdelaziz ;
- plage Sable rouge ;
- plage Zouai ;
- plage Tassoust ;
- plage Oued ezzhour ;
- plage rocher de moules ;
- plage de beni belaid
- plage d’Azaroud ;
- plage Bazoul ;
- plage Zaway rabta ;
- plage Bordj Blida ;
- plage d’El Aouana
- plage Aftis ;
- plage Taza ;
- plage El ancer ;
- plage Tazaatote ;
- plage El oueldja.

## Wilaya de Skikda
La wilaya de Skikda comprend plusieurs plages.
- Commune de Collo :

1. Plage Ain Doula ;
2. Plage Ain Oum El Ksab ;
3. Plage Telza ;
4. Plage Lbrarek ;
5. Plage Beni Said ;
6. Plage Ksir El Baz ;
7. Plage Kbiba Ouedi El Djamli Beni Said ;

## Wilaya d'Annaba
La wilaya d'Annaba comprend plusieurs plages.
- Commune de Chetaïbi :

1. Plage Sidi Akacha ;
2. Plage Oued El Ghanem ;
3. Plage Fontaine Romaine ;
4. Plage Chetaïbi ;
5. Plage Galgamiz ;
6. Plage Plage de la Carrière ;
7. Plage El Redma ;
8. Plage Plage de la Baie Ouest ;
9. Plage Bassin ;
10. Plage Bourwag ;
11. Plage Chatt R'Mel ;
12. Plage Sables d'or ;

- Commune de Oued El Aneb :

1. Plage  ;

- Commune de Seraïdi :

1. Plage Djnen El Bey ou Oued Bakrat ou Bagrat ou Boukrat (ex-La Grande Plage) ;
2. Plage Oued Guessab ;
3. Plage Ain Barbar ;

- Commune de Annaba :

1. Plage Le Lever de l’Aurore (ex-Vidro) ;
2. Plage Plage des Juifs ou Kattara ;
3. Plage Fellah Rachid (ex-Saint Cloud) ;
4. Plage Rizzi Amor (ex-Chapuis) ;
5. Plage El Kharouba (ex-La Caroube) ;
6. Plage Refes Zahouane (ex-Toche) ;
7. Plage Belvédère ;
8. Plage Bona ;
9. Plage Militaire ;
10. Plage Ain El Achir (ex-La Patelle) ;

- Commune de El Bouni :

1. Plage Seybousse ou Joint-ville ;
2. Plage Sidi Salem.

## Wilaya d'El Tarf
La wilaya d'El Tarf comprend plusieurs plages.
- Commune de Echatt :

1. Plage Echatt ;
2. Plage Essba ou Juvenille ;

- Commune de Ben M'hidi :

1. Plage El Battah Ouest ;

- Commune de Berrihane :

1. Plage El Battah Est ;
2. Plage Ain Tarcha ;
3. Plage El Balleh ;
4. Plage Draouche ;
5. Plage Hennaya ;
6. Plage Ain Kouka ;
7. Plage El Marsa ;

- Commune de El Kala :

1. Plage La calle Prisonnière ;
2. Plage Plage de la baie de Captione ;
3. Plage Cap Rosa ;
4. Plage Sables d'or ;
5. Plage El Sernoub ou El Mellah ;
6. Plage Machaar Echeir ou Plage du requin ;
7. Plage El Marsa Esseghira ou Esperanza ;
8. Plage La Vieille Calle ;
9. Plage Fkirina ;
10. Plage M'ziraa ;
11. Plage El Mordjane ;
12. Plage La Grande plage ;
13. Plage Laouinet ;
14. Plage Calle issarpe ;
15. Plage El Nawares ou Laouinet ou El Aouinet ;

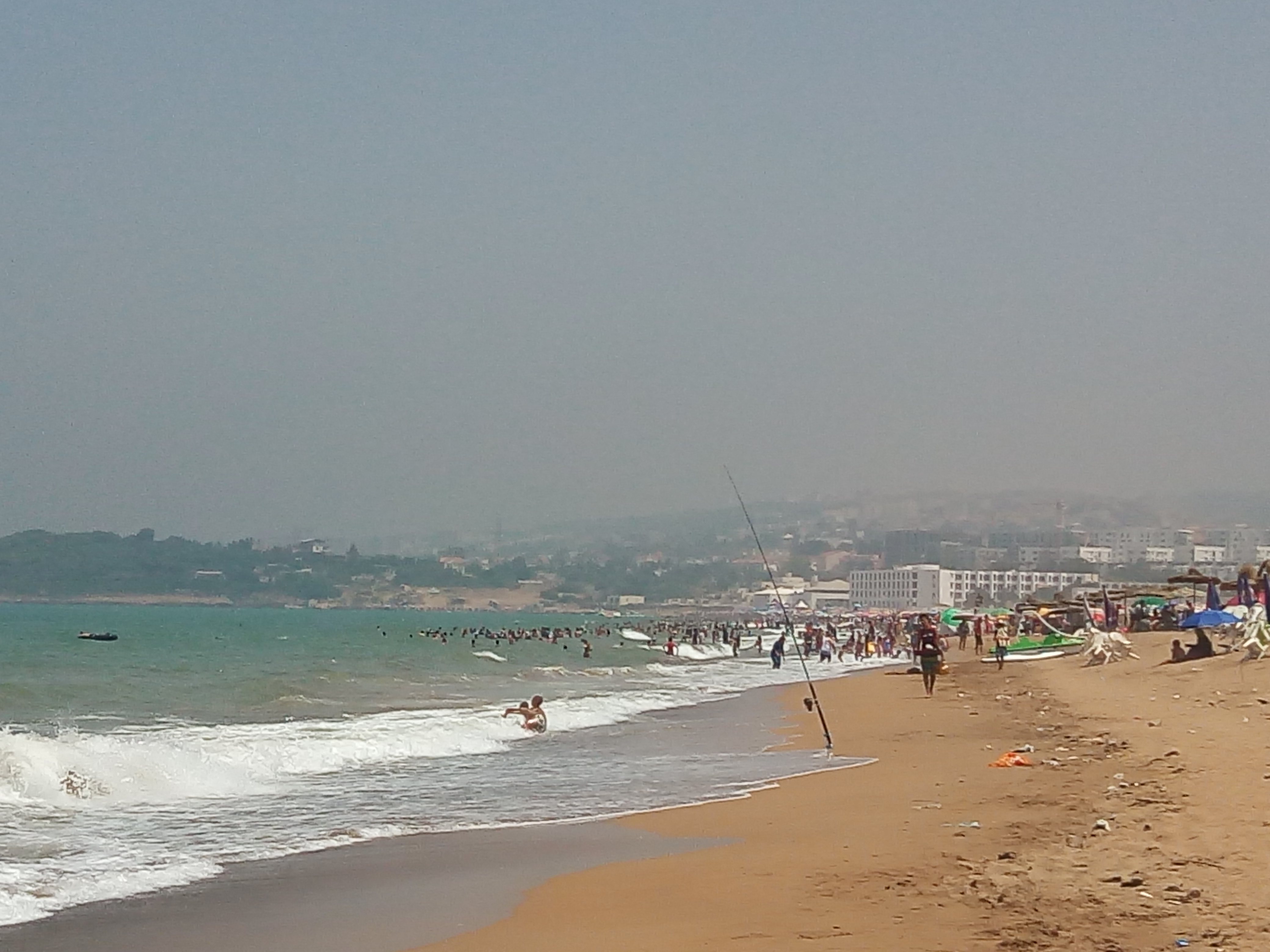
Complexe Touristique de Matarès

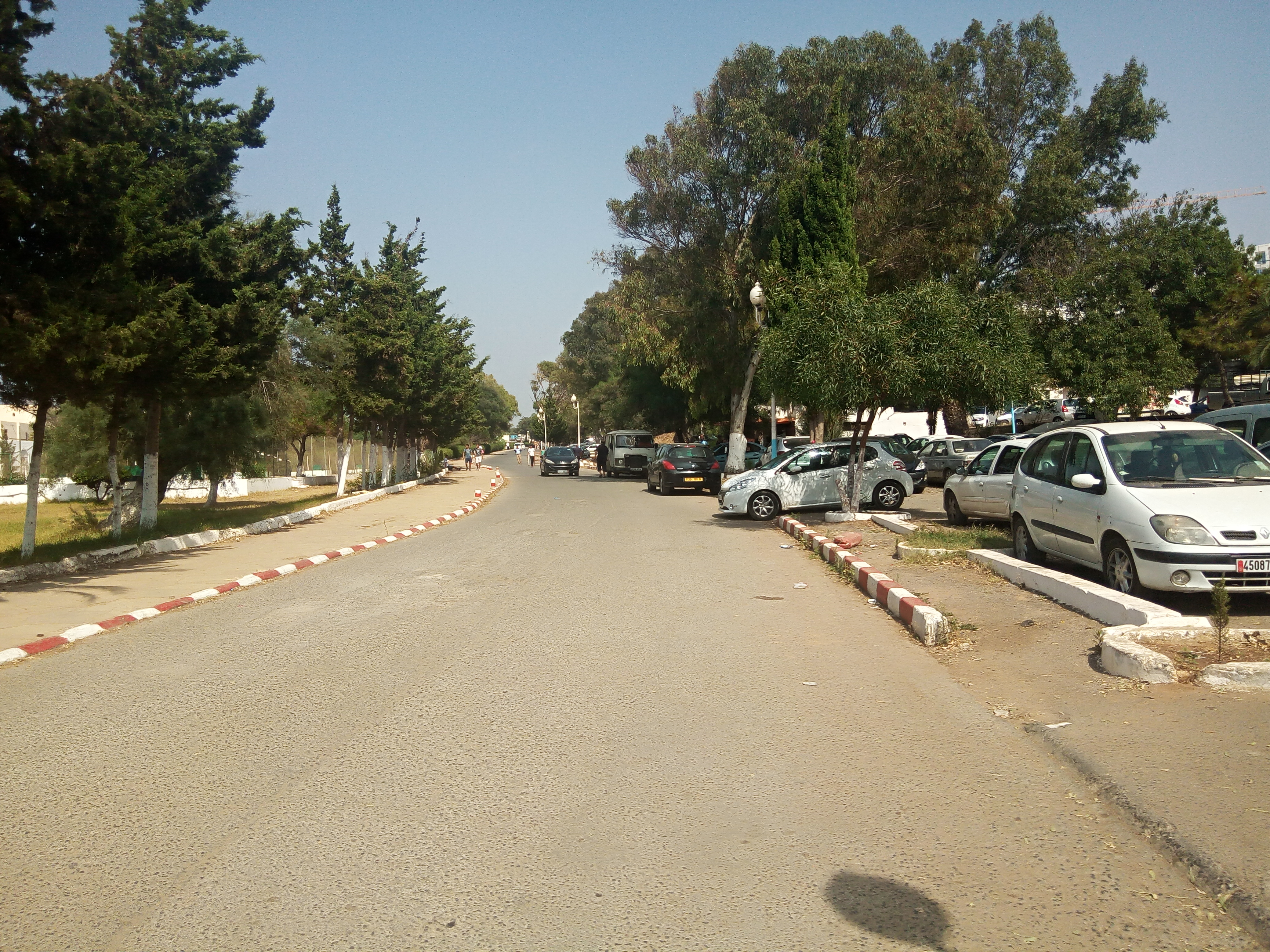
Complexe Touristique de Matarès

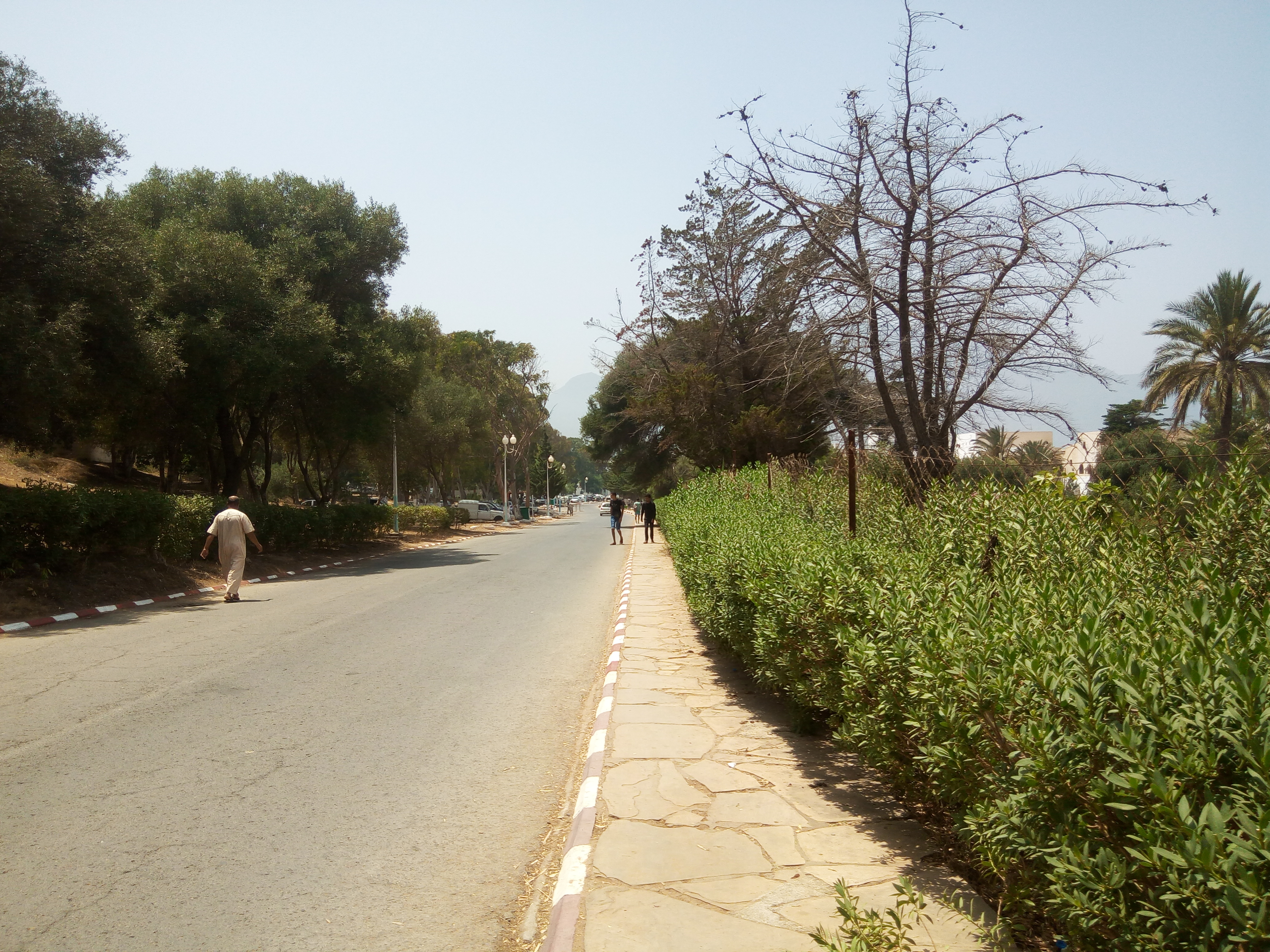
Complexe Touristique de Matarès

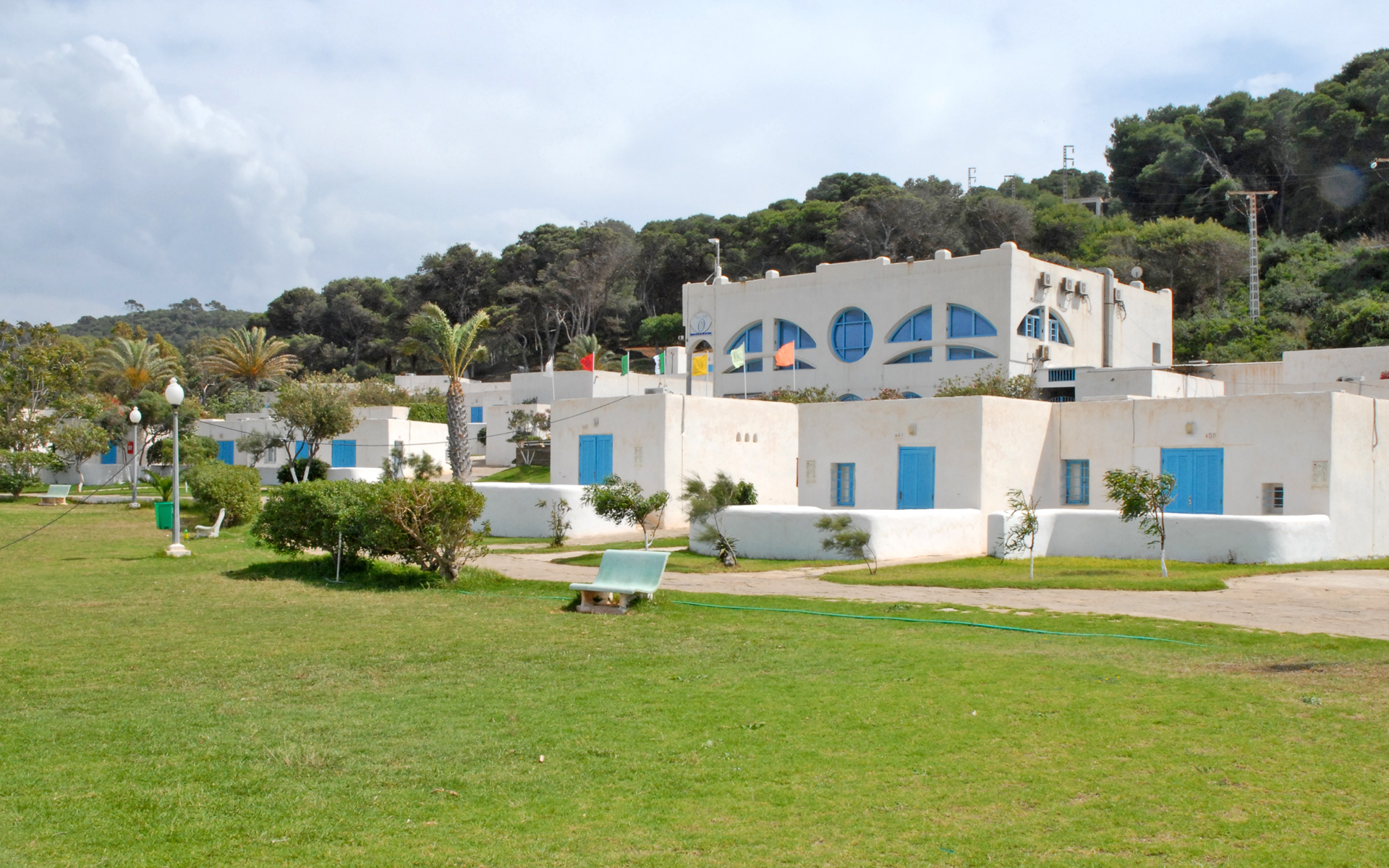
Complexe La Corne d'Or

16. Plage La montagne ;
17. Plage Plage de l'Usine ;
18. Plage Messida ;

- Commune de Souarekh :

1. Plage Messida ;
2. Plage Laouinet boutribicha ;
3. Plage Boutribicha ;
4. Plage Segleb.